# Семко Михайло Федорович
Миха́йло Фе́дорович Семко́ (нар. 1906, Полтавщина — † 9 вересня 1979) — український науковець, спеціаліст у галузі холодної обробки металів, різання матеріалів та різальних інструментів. Заслужений діяч науки і техніки України, Герой Соціалістичної Праці. Доктор технічних наук, професор.

## Життєпис
Михайло Федорович Семко народився 1 жовтня 1906 року в бідній селянській родині, де шанували працю і знання. Його батьківщина — село Балясне на Полтавщині.
У 1925 році розпочав навчання у Харківському технологічному інституті.
Після закінчення вишу, як кращого студента, його залишили в аспірантурі. У 1935 році Михайло Федорович успішно захистив кандидатську дисертацію і став доцентом кафедри холодної обробки матеріалів.
У 1941 році, з наближенням фронту до Харкова, йому доручили евакуацію механіко-машинобудівного інституту в м. Красноуфімськ. У 1942 р. він став заступником директора з навчально-виховної та наукової роботи Харківського механіко-машинобудівного інституту (ХММІ).
Після звільнення Харкова, з 1945 по 1949 рр. М. Ф. Семко обіймає посаду ректора Харківського механіко-машинобудівного інституту, на його плечі лягає відродження вишу.
З 1950 року відбувається об'єднання чотирьох ВНЗ — Харківського механіко-машинобудівного, Харківського електротехнічного, Харківського хіміко-технологічного та Харківського інституту інженерів цементної промисловості в єдиний Харківський політехнічний інститут, ректором якого призначили Михайла Федоровича Семка. Йому вдалося не тільки відновити колишній інститут, а й реалізувати поставлене засновником вишу В. Л. Кирпичовим завдання — необхідність політехнічної підготовки інженерів.
З 1941 року до останнього дня життя Михайло Федорович очолював кафедру різання матеріалів та різальних інструментів.
У 1955 р. йому присвоєно звання професора.
У грудні 1976 р. Мішкольцький університет важкої промисловості в урочистій обстановці вручив Семко М. Ф. диплом Почесного доктора.
У 1968 р. М. Ф. Семко захищає докторську дисертацію.
Михайлу Федоровичу вдалося створити загальновизнаний новаторський напрямок в області різання алмазним інструментом. Очолюючи кафедру і проблемну лабораторію фізики різання, він зробив великий внесок в розробку фізичних основ різання інструментами з надтвердих синтетичних матеріалів.
Уряд високо оцінив видатну роль Михайла Федоровича Семка у розвиток вищої освіти, удостоївши його звання Героя Соціалістичної Праці в 1976 р., нагородивши трьома орденами Леніна, орденом Жовтневої Революції, двома орденами Трудового Червоного Прапора і медалями. Слід зазначити, що він був єдиним ректором в Радянському Союзі, який працював на цій посаді понад 33 роки. У його трудовій книжці лише один запис.
У 1977 р. Михайло Федорович Семко особисто подав заяву про відхід з поста ректора.
Його обрали Почесним ректором вузу, а наступником став найближчий соратник Микола Федорович Киркач. 
9 вересня 1979 року життя М. Ф. Семко раптово обірвалося. 

## Пам'ять
1980 р. — Рада Міністрів УРСР засновує іменні стипендії М. Ф. Семка для студентів Харківського політехнічного інституту.
1980 р. — Кафедра «Різання матеріалів та різальні інструменти» засновує щорічні Семковські наукові молодіжні читання для аспірантів, здобувачів, студентів.
1980 р. — Вчена Рада Харківського політехнічного інституту привласнює ім'я М. Ф. Семка Проблемній лабораторії фізики різання надтвердими інструментами.
1992 р. — Вчена Рада Харківського політехнічного університету засновує медаль М. Ф. Семка «За особистий внесок у співпрацю університетів».
2005 р. — Вчена Рада Національного технічного університету «Харківський політехнічний інститут» стверджує нову назву кафедри «Різання матеріалів та різальні інструменти» — «Інтегровані технології машинобудування» ім. М. Ф. Семка .

## Доробок
Понад 50 друкованих праць з ділянки різання металів.

## Пам’ять
На знак пошани до видатного вченого й ректора М. Ф. Семка встановлені дві меморіальні дошки — перша (металева) урочисто відкрита у 1983 р. на стіні Ректорського корпусу, а друга — у листопаді 2000 р. на стіні Лабораторного корпусу, де розташована кафедра, яку він багато років очолював .